# Pierrick Gunther
Pour les articles homonymes, voir Gunther.

a Compétitions nationales et continentales officielles uniquement.

b Matchs officiels uniquement.
Dernière mise à jour le 27 janvier 2023.
Pierrick Gunther, né le 16 octobre 1989 à Roubaix, est un joueur français de rugby à XV qui évoluant au poste de troisième ligne aile au sein de l'AS Béziers. Il mesure 1,90 m pour 107 kg.

## Biographie
Pierrick Gunther grandit à Cogolin dans le Var[réf. nécessaire]. Dernier d'une fratrie de trois garçons, enfant de parents divorcés, lui et ses frères sont élevés par leur mère[réf. nécessaire]. Il est très vite poussé et aidé par sa famille à poursuivre dans la voie de rugbyman professionnel[réf. nécessaire]. Son potentiel est repéré lors de ses débuts au RC Grimaud Sainte Maxime, et il rejoint le RC Toulon où il poursuit sa formation[réf. nécessaire]. Il intègre l'équipe première de manière durable lors de la saison 2011-2012. Ayant un style de jeu, un look et un gabarit similaire, il est comparé à Sébastien Chabal[réf. nécessaire]. Il intègre l'équipe première lors de la blessure de Joe van Niekerk[réf. nécessaire]. Malgré les revenants de la coupe du monde, il se fait une place et intègre toujours le groupe de plus en plus couramment[réf. nécessaire]. Il est titulaire lors de la demi-finale contre Clermont mais il n'est pas titulaire contre Stade toulousain en finale.
En juin 2012, il participe à la tournée des Barbarians français au Japon pour jouer deux matchs contre l'équipe nationale nippone à Tokyo. Les Baa-Baas l'emportent 40 à 21 puis 51 à 18.

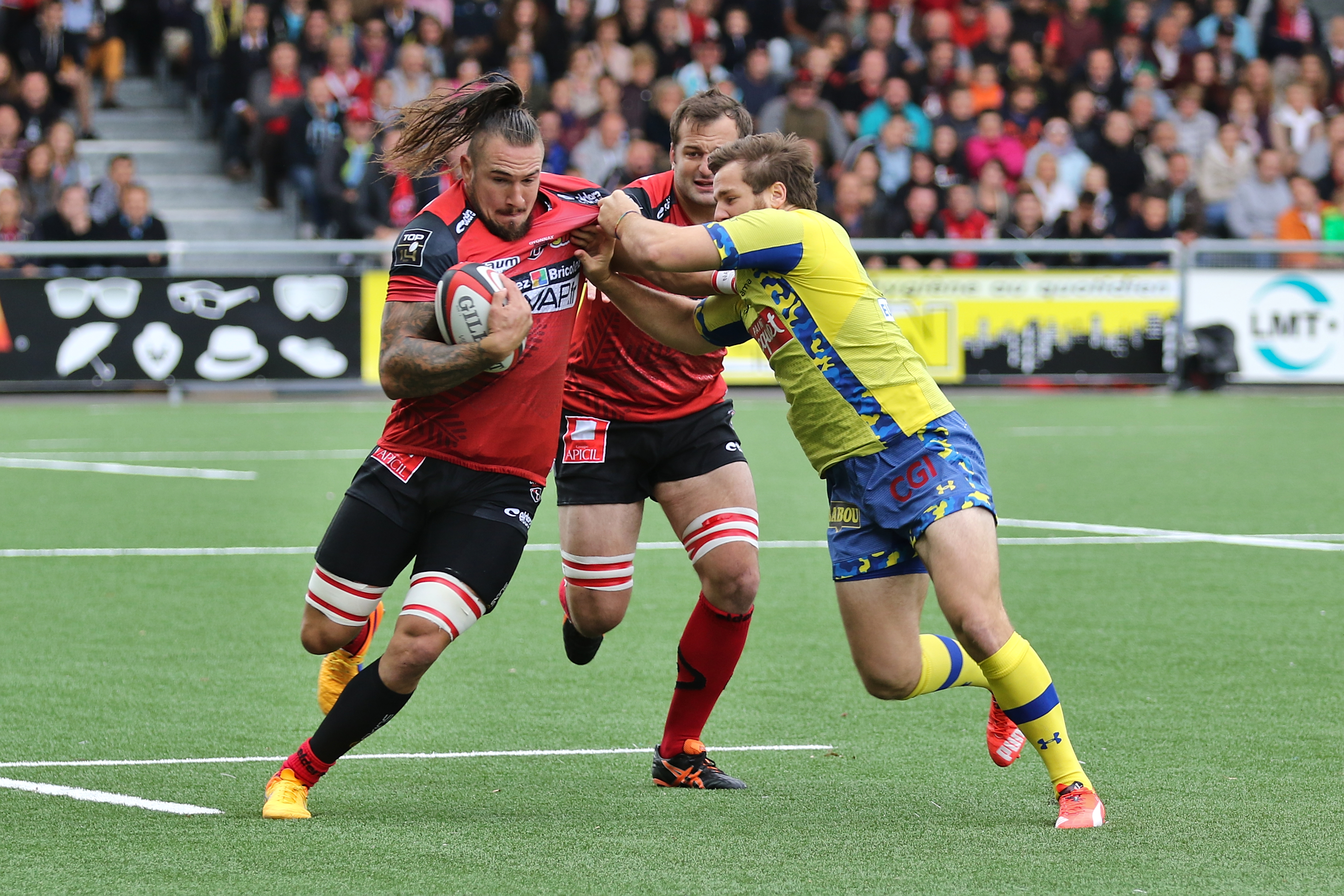
Pierrick Gunther, sous les couleurs de l'US Oyonnax, au duel face à Camille Lopez.

Lors du début de la saison 2012-2013, il est souvent utilisé par Bernard Laporte. Lors d'un déplacement à Montpellier, il marque un essai de 100 mètres[réf. nécessaire]. Il est élu homme du match[réf. nécessaire]. Il est titulaire pour la revanche de la finale contre Toulouse mais se blesse[réf. nécessaire]. Le 16 octobre 2012, il intègre pour la première fois une liste de 33 joueurs retenus par Philippe Saint-André pour les tests de novembre avec l’Équipe de France. Lors du match qui confronte le Stade toulousain au Biarritz olympique, le troisième ligne Wenceslas Lauret initialement prévu pour le Tournoi des Six Nations doit déclarer forfait à la suite d'un KO il se fait remplacer par Gunther. Il n'est pas retenu pour jouer contre l'Italie (défaite des bleus 23-18) ni contre le pays de Galles.
Après une saison passée à l'US Oyonnax ponctuée d'une relégation en Pro D2, il signe avec la Section paloise le 12 mai 2016. Puis après 5 saisons passé à  la Section paloise il signe en faveur de l'AS Béziers .

## Palmarès
- Vainqueur de la Coupe d'Europe de rugby à XV 2012-2013
- Finaliste de l'Amlin Cup en 2009-2010 et 2011-2012
- Finaliste du Top 14 2011-2012
- Champion de France Reichel 2009-2010
- Vainqueur du Tournoi des Six Nations -20 ans en 2008-2009